# Avenida Capitão-Mor Gouveia
A Avenida Capitão-Mor Gouveia é um importante logradouro da cidade brasileira de Natal, no Estado do Rio Grande do Norte, no Brasil. 
A via inicia-se no bairro do Bom Pastor, na região conhecida como "KM-6", na Zona Oeste de Natal, e segue até a Zona Sul, no bairro de Lagoa Nova.  
Mais conhecida como "Mor Gouveia", a avenida concentra diversos estabelecimentos públicos e privados da Capital Potiguar de grande relevância.  
Entre eles, o Terminal Rodoviário Severino Tomaz da Silveira; a Rodoviária de Natal, a futura sede do Instituto Técnico-Científico de Perícia (ITEP), as Centrais de Abastecimento do Rio Grande do Norte (Ceasa), o Centro de Tecnologias do Gás e Energias Renováveis (CTGAS-ER), o Tribunal Regional do Trabalho da 21ª Região, bem como outros diversos.  